# 馬尾藻海瘦獅子魚
馬尾藻海瘦獅子魚，為輻鰭魚綱鮋形目杜父魚亞目獅子魚科的其中一種，分布於東北大西洋的馬尾藻海海域，棲息深度可達1050公尺，體長可達5.2公分，為深海底棲性魚類，屬肉食性，生活習性不明。

## 擴展閱讀
維基物種上的相關：馬尾藻海瘦獅子魚